# Dead Boy Detectives
Dead Boy Detectives (no Brasil: Garotos Detetives Mortos) é uma série de televisão via streaming de terror sobrenatural e comédia desenvolvida por Steve Yockey para a Netflix. É baseada nos personagens da história em quadrinhos da DC Comics, criados por Neil Gaiman e Matt Wagner. A série estreou em 25 de abril de 2024. Em agosto de 2024, a série foi oficialmente cancelada pela Netflix.

## Premissa
A série segue Charles Rowland e Edwin Paine, que decidiram não entrar na vida após a morte e permanecer na Terra para investigar crimes que envolvem o sobrenatural.

## Elenco e personagens

### Principal
- George Rexstrew como Edwin Paine,[6] um detetive fantasma que foi morto em 1916 como um sacrifício ritual às forças do Inferno
- Jayden Revri como Charles Rowland, parceiro de Edwin que morreu em 1989 de hipotermia e hemorragia interna[6]
- Kassius Nelson como Crystal Palace,[6] uma médium psíquica capaz de ver fantasmas
- Briana Cuoco como Jenny Green, dona do açougue Tongue & Tail, que aluga quartos acima de sua loja para Crystal e Niko
- Ruth Connell como Enfermeira da Noite,[6] que dirige o Departamento de Achados e Perdidos da Vida Após a Morte, lidando com crianças mortas extraviadas
- Yuyu Kitamura como Niko Sasaki,[6] que mora em frente a Crystal e se torna capaz de ver fantasmas após uma experiência de quase morte
- Jenn Lyon como Esther Finch,[6] uma bruxa imortal em Port Townsend em busca de vingança contra os Dead Boy Detectives.

### Recorrente
- David Iacono como David, o Demônio,[6] que anteriormente possuía e agora persegue Crystal
- Lukas Gage como o Rei Gato,[6] que lança um feitiço para Edwin manter o grupo na cidade
- Michael Beach como Tragic Mick,[6] uma morsa amaldiçoada em corpo humano que administra uma loja de artefatos mágicos
- Joshua Colley como Monty,[6] o corvo familiar de Esther que se transformou em forma humana
- Max Jenkins como Kingham,[6] um dente da flor Dente-de-Leão mantido em uma jarra encantada
- Caitlin Reilly como Litty,[6] uma duente de Dente-de-Leão mantido em um pote encantado
- Lindsey Gort como Maxine, uma bibliotecária e admiradora secreta de Jenny

### Convidados notáveis
Reprisando seus papéis de The Sandman (2022–2025):
- Kirby Howell-Baptiste como Morte[7]
- Donna Preston como Desespero

## Episódios
| N.º na temp. | Título                                                                                     | Dirigido por        | Escrito por                      | Lançamento          |
| --- | ------------------------------------------------------------------------------------------ | ------------------- | -------------------------------- | ------------------- |
| 1 | "The Case of Crystal Palace" "O Caso de Crystal Palace" (BR)                               | Lee Toland Krieger  | Steve Yockey                     | 25 de abril de 2024 |
| Edwin Payne e Charles Rowland fogem do fantasma de um soldado que morreu na Primeira Guerra Mundial. Eles conseguem destruir a máscara de gás que era símbolo de sua dor e sofrimento. Os rapazes se escondem da Morte, que vem levar a alma tranqüilizada do soldado para o além. No dia seguinte, a agência de garotos detetives mortos é abordada por uma garota chamada Emma, que morreu no final da era vitoriana. Ela pede ajuda à amiga, uma garota viva chamada Crystal Palace, que possui habilidades psíquicas e pode ver fantasmas. Crystal tem se comportado de maneira muito estranha ultimamente. Os garotos descobrem que Crystal está possuída por um demônio e realizam um exorcismo. Eles conseguem expulsar o demônio, mas ele leva consigo as memórias de Crystal. Charles oferece Crystal para morar e trabalhar com eles até que ela recupere a memória. Edwin se opõe à ideia, mas eventualmente concorda que os talentos psíquicos de Crystal podem ser úteis. Ao ler a correspondência, Crystal toca um pôster sobre o desaparecimento da menina americana, Becky Aspen, e vê que ela ainda está viva. Juntamente com os rapazes mortos, ela vai para a cidade americana de Port Townsend. Eles se instalam em um quarto alugado acima do açougue, administrado por Jenny. Os garotos descobrem que a menina foi sequestrada pela bruxa local Esther. Quando a bruxa vai ao correio, os rapazes invadem a casa dela. No armário encontram uma caverna cujo chão está coberto de ossos de crianças. Neste momento, a bruxa volta para casa e Charles tem que tomar posse de seu corpo para salvar Becky e trazê-la para casa. Devido ao fato de Charles ter tomado posse do corpo de Esther, o Departamento de Achados e Perdidos da Voda após a Morte recebe um sinal sobre a localização aproximada dos garotos mortos. |                                                                                            |                     |                                  |                     |
| 2 | "The Case of the Dandelion Shrine" "O Caso do Santuário do Jardim dos Dentes-de-Leão" (BR) | Glen Winter         | Shoshana Sachi & Cheech Manohar  | 25 de abril de 2024 |
| Como Edwin usou magia em um gato, ele é levado ao rei Thomas, o Gato Rei. O rei lança um feitiço em Edwin que o impede de sair de Port Townsend e oferece duas opções para remover o feitiço: contar todos os gatos da cidade ou fazer sexo com ele. Crystal encontra Niko no corredor, que também aluga o quarto acima do açougue. Uma luz rosa aparece ao redor de Niko, o que atrai a atenção de Crystal, após o que Niko perde a consciência. Os garotos mortos descobrem que Nico encontrou uma campina de dente-de-leão e um altar na floresta. Lá, ela era habitada por espíritos que se alimentavam da atenção alheia. Mais cedo ou mais tarde, os espíritos deixarão seu corpo, matando Niko no processo. Crystal pede aos espíritos que não matem Niko, em vez disso, oferece-lhes para habitarem seu corpo. Quando os espíritos tentam entrar no corpo de Crystal, Charles os aprisiona dentro de uma jarra encantada. Depois de passar por uma experiência de quase morte, Niko começa a ver fantasmas. Esther transforma seu corvo, Monty, em um rapaz. |                                                                                            |                     |                                  |                     |
| 3 | "The Case of the Devlin House" "O Caso da Casa da Família Devlin" (BR)                     | Cheryl Dunye        | Ian Weinreich & Kristy Lowrey    | 25 de abril de 2024 |
| Os detetives mortos assumem o caso da família Devlin. Há 30 anos, um homem matou brutalmente sua esposa e duas filhas, após isso se matou com um tiro, e desde então alguma entidade sobrenatural vive em sua casa. Niko e Edwin disfarçados exploram os arquivos de notícias da biblioteca local. Ao saírem da biblioteca, eles encontram Monty. A vigia noturna do Departamento de Achados e Perdidos pede permissão para ir à Terra, mas é negada porque não sabe a localização exata dos detetives mortos. Edwin, Charles e Crystal chegam à casa dos Devlin. Os fantasmas dos familiares ficam presos em um ciclo sem fim e são forçados a reviver constantemente os últimos momentos horríveis de suas vidas. Os detetives mortos descobrem que o pai matou sua família porque sua filha queria "fugir" dele para a Universidade Hudson. Charles, que foi abusado fisicamente por seu próprio pai quando criança, tenta impedir Devlin à força, mas não consegue e, devido a uma forte demonstração de emoções, ele próprio é atraído para o ciclo. Edwin e Crystal encontram uma sala secreta de onde o pai observa sua família através de câmeras escondidas. Eles apagam a fita VHS do assassinato e libertam a família Devlin e Charles do ciclo sem fim. Monty continua a contar com a confiança de Edwin. As filhas dos Devlins chegam ao escritório de Achados e Perdidos, e com elas a Enfermeira Noturna descobre onde os garotos mortos estão agora. |                                                                                            |                     |                                  |                     |
| 4 | "The Case of the Lighthouse Leapers" "O Caso das Pessoas que Pulam do Farol"" (BR)         | Andi Armaganian     | Kelli Breslin & Jeremy Kaufman   | 25 de abril de 2024 |
| O fantasma que habita o farol de Point Know Point contrata os garotos mortos para expulsar novos fantasmas que começaram a habitá-lo. Os garotos, junto com Crystal e Nico, chegam ao farol e presenciam um suicídio: na frente deles, uma menina salta do farol, e seu fantasma senta na praia e olha com saudade para o mar. Crystal ouve a voz de sua mãe e quase pula na água. A enfermeira noturna chega ao açougue de Jenny e pergunta para onde foram os garotos mortos. Tragic Mick conta aos garotos mortos que eles estão lidando com Angie, um peixe-diabo-negro gigante que ocasionalmente acorda e caça pessoas, espalhando uma sensação de saudade com sua luz. Charles encontra uma caixa de música subaquática na loja de Mick, cujos sons deveriam fazer o monstro dormir. Os garotos mortos vão para o mar, mas a Enfermeira Noturna já os esperam lá. Ela mostra aos rapazes memórias traumáticas de suas vidas e os convence a ir com ela. Charles consegue jogá-la na água junto com a caixa de música. Angie, o peixe, engole a isca e adormece. De volta para casa, Niko mostra a Edwin um desenho animado do Scooby-Doo enquanto Charles beija Crystal. |                                                                                            |                     |                                  |                     |
| 5 | "The Case of the Two Dead Dragons" "O Caso dos Dois Dragões Mortos" (BR)                   | Amanda Tapping      | Kelli Breslin & Jeremy Kaufman   | 25 de abril de 2024 |
| Os fantasmas de Brad e Hunter, dois jogadores de futebol americano do Time Dragões, apelam aos garotos mortos para ajudar a resolver o mistério de seu assassinato. Eles morreram envenenados durante uma festa. Os garotos mortos entrevistam seus colegas de classe e descobrem que os jogadores mortos eram típicos "valentões" que intimidavam os colegas mais fracos e tratavam as meninas com desprezo. Crystal descobre que Brad enviou a Hunter fotos eróticas de sua namorada, Maren, e ameaçou mandá-las para todos os caras de seu time de futebol. Maren queria colocar Brad e Hunter para dormir para excluir a foto de seus telefones, mas acidentalmente os matou. Depois que Brad e Hunter descobrem as circunstâncias de suas mortes, tentáculos gigantes os arrastam para o Inferno. Niko acidentalmente descobre a identidade de uma admiradora secreta que envia cartas de amor para Jenny. Ela é Maxine, a bibliotecária local. Niko marca um encontro romântico para Maxine e Jenny. A noite vai bem até que Maxine admite espionar Jenny pelas janelas de sua casa à noite. Jenny pede que ela vá embora, então Maxine enfurecida ataca Jenny e tenta matá-la. Maxine acidentalmente bate a cabeça em uma faca e morre. Monty beija Edwin, que lhe confessa que tem sentimentos românticos por Charles. |                                                                                            |                     |                                  |                     |
| 6 | "The Case of the Creeping Forest" "O Caso do Bosque Alto" (BR)                             | Glen Winter         | Beth Schwartz & Oscar Balderrama | 25 de abril de 2024 |
| O Tragic Mick conta como ele transformou de morsa a homem. Ele vende a Crystal um amuleto para proteção contra o demônio de David. Crystal usa o amuleto, mas perde suas habilidades psíquicas com ele. Monty pede aos garotos mortos que encontrem sua namorada fantasma que desapareceu na Floresta Alta. Eles aprendem que uma colônia de esporos interdimensionais está crescendo na floresta, que absorve fantasmas. Edwin prepara uma poção para matar a colônia, mas não é suficiente. O Rei Gato, chega à floresta e diz a Edwin que Monty é o corvo de Esther e que ele os atraiu para uma armadilha. Esther quase dá os garotos mortos para um elemental da árvore, mas Crystal recupera suas forças e derrota Esther. A Enfermeira Noturna acorda no estômago do peixe Angie na companhia do despreocupado viajante Kashi. Ele convence Angie a libertar a Enfermeira Noturna e dá a ela um anel para comemorar a aventura deles juntos. A Enfermeira Noturna vai até os garotos mortos e descobre que certa vez Edwin foi enviado por engano para o inferno. Ela está prestes a sair para descobrir o motivo desse erro, quando de repente uma aranha demoníaca arrasta Edwin para o inferno. |                                                                                            |                     |                                  |                     |
| 7 | "The Case of the Very Long Stairway" "O Caso da Longa Escadaria do Inferno"" (BR)          | Richard Speight Jr. | Steve Yockey                     | 25 de abril de 2024 |
| Esther mata o Rei Gato Thomas porque ele interferiu nos assuntos dela. Thomas revive e relata que já esgotou três de suas sete vidas. Charles vai para o Inferno para libertar Edwin. Ele usa as anotações que Edwin escreveu quando escapou do Inferno. Enquanto isso, Edwin encontra Simon no Inferno, um dos meninos que uma vez o sacrificou a um demônio infernal. Charles encontra Edwin e o tira do Inferno. Ao longo do caminho, Edwin confessa a Charles seus sentimentos por ele. Crystal luta contra seu demônio. Jenny vem em seu auxílio, mas David quase a mata. Com seu novo poder, Crystal consegue derrotar e aprisionar David. Ela também recupera suas memórias roubadas. Esther compra peças na loja de magia de Mick e constrói um dispositivo de tortura fantasma. |                                                                                            |                     |                                  |                     |
| 8 | "The Case of the Hungry Snake" "O Caso da Cobra Faminta" (BR)                              | Pete Chatmon        | Ross Maxwell                     | 25 de abril de 2024 |
| Crystal recupera suas memórias e descobre que ela era uma pessoa horrível. Ela também se lembra dos números de telefone dos pais. Crystal liga para a mãe, mas ela nem percebeu que a filha havia desaparecido em algum lugar há muito tempo. Esther testa seu dispositivo. Ela tortura o fantasma de Monty e obtém uma pequena quantidade de néctar que confere juventude. Ela planeja torturar Edwin porque ele passou por um inferno e é capaz de suportar qualquer tipo de sofrimento. Após conhecer David, Jenny começa a ver fantasmas e outros seres sobrenaturais. Niko mostra a Jenny os duendes de dente-de-leão, e ela também conhece Edwin e Charles. Crystal pretende voltar para Londres, mas Esther explode o açougue de Jenny e sequestra Edwin. Crystal e Niki vão até o Rei Gato, e ele conta a história de Esther: quando seu marido a traiu com outra mulher, ela se tornou uma bruxa para se vingar. Mais tarde, Ester fez um pacto com a primeira mulher, a deusa Lilith, que concedeu a Esther a vida eterna, mas não a juventude eterna. Então Esther, para ser eternamente jovem, começou a matar meninas. Crystal, Niko e Charles trabalham juntos para derrotar a bruxa e salvar Edwin, mas Esther mata Niko no processo. Crystal vai para Londres com os garotos mortos. A Enfermeira Noturna leva sua chefe até os gatotos mortos, na esperança de poder forçá-los a ir para a vida após a morte. Em vez disso, a chefe elogia eles por resolverem casos que ajudaram muitas almas a encontrar a paz, e ordena que a Enfermeira Noturna fique na Terra e ajude Edwin e Charles. Ela se torna parte de sua agência de detetives. Na cena final, é mostrada a alma de Niko sentada tomando uma decisão sobre seu destino futuro.                                                                                       |                                                                                            |                     |                                  |                     |

## Produção

### Desenvolvimento
Em 3 de setembro de 2021, a Variety relatou que a HBO Max encomendou um piloto para uma potencial série Dead Boy Detectives, na época concebida como um spin-off de Doom Patrol, com Steve Yockey como escritor e produtor-executivo ao lado de Jeremy Carver, Greg Berlanti, Sarah Schechter e David Madden. Em 14 de abril de 2022, a HBO Max deu à produção uma ordem de série, com Yockey definido como showrunner; Beth Schwartz foi anunciada como co-showrunner em setembro daquele ano. Em 24 de fevereiro de 2023, a série foi transferida da HBO Max para a Netflix. A mudança da série foi relatada devido à incompatibilidade com os planos dos co-CEOs da DC Studios, James Gunn e Peter Safran, de terem os programas da DC da HBO Max ambientados no Universo DC, além da incapacidade da HBO Max de comercializar a série antes de 2024. Em 20 de abril de 2023, Neil Gaiman confirmou que a série se passaria no mesmo universo de The Sandman; Gaiman foi anunciado como produtor-executivo adicional naquele novembro.

### Elenco
Em novembro de 2021, George Rexstrew, Jayden Revri, Kassius Nelson, Alexander Calvert, Briana Cuoco, Ruth Connell, Yuyu Kitamura e Jenn Lyon foram escalados. Lukas Gage substituiu Calvert em setembro de 2022. Em outubro de 2022, Michael Beach, Joshua Colley e Lindsey Gort se juntaram ao elenco em capacidades recorrentes. Um mês depois, Caitlin Reilly, Max Jenkins e David Iacono foram escalados. Em abril de 2024, Kirby foi revelada como reprisando seu papel de Morte de The Sandman.

### Filmagens
O episódio piloto foi filmado entre dezembro de 2021 e janeiro de 2022, com Lee Toland Krieger dirigindo e produzindo executivamente. As filmagens da série começaram em 7 de novembro de 2022, em Langley, Colúmbia Britânica, e foram concluídas em 5 de abril de 2023.

## Lançamento
Dead Boy Detectives foi lançado na Netflix em 25 de abril de 2024.